# 荆州碘泡虫
荆州碘泡虫（学名：Myxobolus kingchowensis）为碘泡科碘泡虫属的动物。在中国，分布于湖北、浙江、广东、武陵山地区等，营寄生生活，寄生在鲤、鲫、鲂的鳃、体表、膀胱、心、白鲫、鲫的肾、肝、肌肉、膀胱、鳔、兴凯橘的肾、肝、肠、鲢、鲫的胆囊以及鳙、鲫、金鱼的肠。